# 민우혁
민우혁(본명: 박성혁, 1983년 9월 18일 ~ )은 대한민국의 전 야구 선수이자 뮤지컬 배우이다.

## 학력
- 군산남초등학교 (졸업)
- 군산남중학교 (졸업)
- 군산상업고등학교[8] (졸업)
- 탐라대학교 (스포츠산업학 / 중퇴[9])

## 출연 작품

### 뮤지컬
- 2013년 《젊음의 행진》 ... 교생 역
- 2014년 《풀 하우스》 ... 강민혁 역
- 2014년 《김종욱 찾기》 ... 그 남자 & 김종욱 역
- 2014년 《사랑하니까》 ... 강동찬 역
- 2014년 《총각네 야채가게》 ... 민석 역
- 2015년 《쓰루더도어》 ... 카일 역
- 2015년 《너에게 빛의 속도로 간다》 ... 김건덕 역
- 2015년 《레미제라블》 ... 앙졸라 역
- 2016년 《위키드》 ... 피에로 역
- 2016년 《아이다》 ... 라다메스 역
- 2017년 《벤허》 ...메셀라 역
- 2018년 《안나 카레니나》...알렉세이 브론스키 역
- 2018년《프랑켄슈타인》...빅터 프랑켄슈타인 역
- 2019년 《지킬 앤 하이드》...헨리 지킬/에드워드 하이드 역
- 2019년 《안나 카레니나》...알렉세이 브론스키 역
- 2019년 《벤허》...벤허 역
- 2019년 《영웅본색》...자호 역
- 2020년 《광주》...박한수 역
- 2020년 《그날들》...차정학 역
- 2021년 《광주》...박한수 역
- 2021년 《마리앙투아네트》...페르젠 역
- 2021년 《다윈영의 악의기원》...니스 역
- 2021년 《프랑켄슈타인》...빅터 프랑켄슈타인 역
- 2022년 《모래시계》 ...태수 역
- 2022년 《사랑의 불시착》 ...리정혁 역
- 2022년 《영웅》 ...안중근 역
- 2023년 《레미제라블》 ...장발장 역
- 2024년 《영웅》 ...안중근 역
- 2024년 《스윙데잊_암호명 A》 ...유일형 역
- 2022년 《보이스 오브 햄릿》 ...햄릿 역

### 영화
- 2022년 《두란도트 어둠의 왕국》 ... 칼라프 역
- 2024년 《무파사: 라이온 킹》 ... 무파사 역 (더빙)

### 드라마, 시트콤
- 2012년 OCN 일요드라마 《뱀파이어 검사 2》
- 2012년 SUPER ACTION 토요드라마 《홀리랜드》
- 2012년 MBC 일일시트콤 《천 번째 남자》
- 2018년 JTBC 금토드라마 《제3의 매력》 - 신호철 역
- 2019년 MBC 수목드라마 《하자있는 인간들》 - 주원재 역
- 2022년 KBS2 수목드라마 《당신이 소원을 말하면》 - 표규태 역
- 2023년 JTBC 토일드라마 《닥터 차정숙》 - 로이 킴 역

### 방송
- KBS2 《노래싸움》 - 승부
- JTBC 《잡스》
- KBS2 《불후의 명곡 - 전설을 노래하다》
- KBS1 《열린음악회》
- KBS2 《살림하는 남자들》
- KBS2 《슈퍼맨이 돌아왔다》- 스페셜 가족
- 채널A 《2021 DMF 뮤지컬스타》
- 채널A 《2022 DMF 뮤지컬스타》
- TV CHOSUN 《사랑의콜센타》
- KBS2 《트롯 매직유랑단》
- MBC 《전지적참견시점》
- JTBC 《짠당포》
- MBC 《전지적참견시점》
- E채널 《익스큐수미: 일단 잡숴봐》

### 음반
- sbs드라마 요조숙녀 ost 숙녀에게 (2003년)
- SUNHA1집 홀로서기(2005년)
- IVCOS 포코스 죽어도 갖지 못할 사랑(2007년)
- 눈에 고인 말 (2016년)
- 선물 (2017년)
- 기적 (2022년)